# Ion Voinescu
Ion Voinescu (Valea Dragului, 1929. április 18. – Bukarest, 2018. március 9.) válogatott román labdarúgó, kapus.

## Pályafutása

### Klubcsapatban
1947–48-ban a RATA Târgu Mureş labdarúgója volt. 1948 és 1950 között a Metalul Bucureşti, 1950 és 1963 között a CCA București (Steaua București) játékosa volt. A Steauaval hat bajnoki címet és öt román kupa-győzelmet ért el.

### A válogatottban
1949 és 1962 között 22 alkalommal szerepelt a román válogatottban. Kétszeres B-válogatott. Részt vett a román válogatott tagjaként az 1952-es nyári olimpián.

## Sikerei, díjai
CCA București
- Román bajnokság
  - bajnok (6): 1951, 1952, 1953, 1956, 1959–60, 1960–61
  - 2.: 1954, 1957–58, 1962–63
  - 3.: 1958–59
- Román kupa
  - győztes (5): 1950, 1951, 1952, 1955, 1962
  - döntős, 1953